# Benin
Benin, hivatalosan a Benini Köztársaság (1975-ig Dahomey vagy Dahomania, franciául République de Bénin) független állam Afrika nyugati részén. Nyugatról Togo, keletről Nigéria, északról Burkina Faso és Niger szomszédos vele, délen az Atlanti-óceán részét képező Guineai-öböl alkot vele határt. Fővárosa Porto Novo, de a kormányzati székhely az ország legnagyobb városában, Cotonouban található, amely Benin kulturális központja is egyben.
A Magyarországnál területileg csak kicsit nagyobb Benin trópusi ország és a legkevésbé fejlett országok közé tartozik. Gazdasága jelentősen függ a mezőgazdaságtól. Hivatalos nyelve a francia, a lakosság őshonos nyelvei közül a fontosabbak a fon, a bariba, a joruba és a dendi.

## Földrajzi helyzete

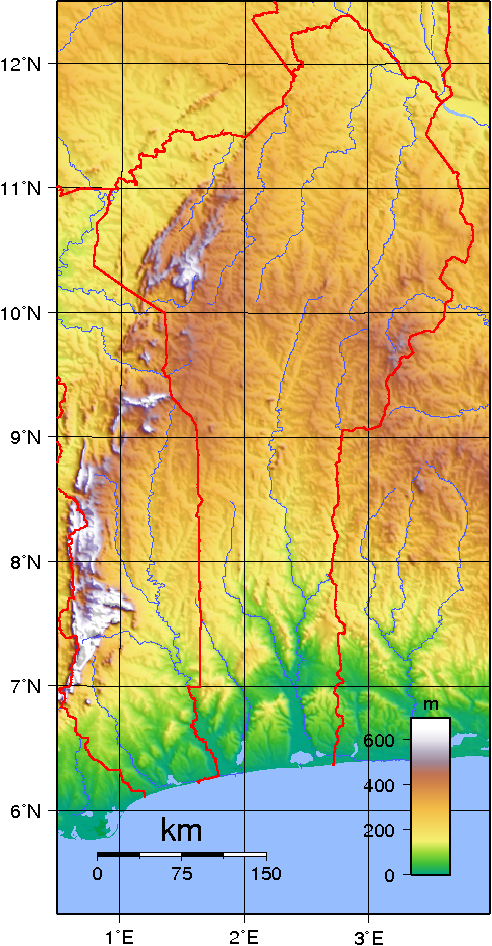
Benin domborzati térképe

Nyugat-Afrikában terül el, Togo és Nigéria között. Az Atlanti-óceántól közel 700 km hosszan nyúlik észak felé.
Észak-déli kiterjedése 650 km, nyugati-keleti pedig 320 km. Az országnak 1989 km határa van. Ebből Burkina Fasóval 306 km, Nigerrel 266 km, Nigériával 773 km és Togóval 644 km.

## Természeti földrajza
ANiger völgyében terül el. A parti síkság szavannákon keresztül félszáraz klímájú alacsony hegyekig, felföldekig emelkedik.

### Domborzata
Az ország alakja fagylalttölcsérre emlékeztet. Tengerpartja az egykori Rabszolgapart része dűnékkel, mocsarakkal és lagúnákkal, de a kb. 100 km-es partszakaszon hangulatos fürdőhelyek is vannak, távolabb pedig pálmaligetek zöldellnek. Észak felé a domborzat enyhén emelkedik. A talaj termékeny, agyagos-homokos, ez a „Terre de Barre” vidék, ahol a trópusi őserdő nagy részét kiirtották, hogy így nyerjenek termőterületeket. Közép-Benin fennsíkja az Afrikai-pajzs részeként kristályos kőzetből áll. Az északnyugaton húzódó Atakora-hegység füves, szavannával borított platóit meredek, erdős völgyek tagolják. A fennsík északkelet felé a Niger-síkságig fokozatosan lejt, észak felé a Pendjari-síksághoz meredeken szakad le.
Legmagasabb pontja, a Mont Sokbaro, 658 m magas.

### Vízrajza
Az ország déli a határa a Guineai-öböl. A kevéssé tagolt partvonal mögött csendes vizű lagúnák vannak, mint pl. a Nokoué-tó és az Ahémé-tó. Az ország közepén észak-déli irányban folyik az Ouémé-folyó az Atakora-hegységből az óceánig, a déli síkon a Lama-mocsarat táplálja. Északi határfolyója Burkina Faso felé a Pendjari, Niger felé a Niger folyó. A Mékrou-folyó mentén Burkina Fasóval és Nigerrel is határos. Az Atakora-hegységben ered a Niger jobb oldali mellékfolyója, az Alibori.

### Éghajlata
Éghajlata délen egyenlítői, két esős évszakkal (április-július, szeptember-november), északon trópusi. A havi átlaghőmérséklet északon 24-33 °C, délen 26-29 °C. Az évi csapadék 1000–1400 mm.

## Élővilága, természetvédelme
Délen alig maradt nyoma az eredeti trópusi őserdőnek, ami helyébe haszonnövényeket telepítettek, főleg:
- kapokfát,
- olaj- és
- kókuszpálmát, valamint
- nemesfákat, így
  - mahagónit és
  - ébenfát.

### Növényzete
Legnagyobb része nedves szavanna, gyakran az égetéses erdőirtás következményeként elcsenevészedett fákkal, méteres füvekkel (pl. elefántfű). A Niger- és Pendjari-síkság száraz szavanna gyér erdőkkel és alacsony füvekkel.

### Állatvilága
A fajok többsége szavannai. Az emlősök közül jellemzőek:
- az antilopok,
- a bivalyok és
- a macskafélék (például az oroszlán).

Madárvilága gazdag.
A hüllők közül említendő:
- a sokféle kígyó,
- a folyókban pedig a krokodilok:
  - nílusi krokodil (Crocodylus niloticus),
  - páncélos krokodil (Crocodylus cataphractus),
  - tompaorrú krokodil (Osteolaemus tetraspis).

#### Nemzeti parkjai
A Burkina Fasóval közös Pendjari Nemzeti Park a Pendjari-folyó völgyében található. A "W" Nemzeti Park Nigerrel közös. Mindkét rezervátumban van nílusi víziló, krokodil, elefánt, oroszlán, gepárd, kafferbivaly és antilop.

#### Természeti világörökségei
A természeti világörökség listáján nincs benini terület. 1996 óta fekszik az UNESCO előtt a benini kormány javaslata, hogy nyilvánítsák a világörökség részévé a "W" Nemzeti Parkot.

## Történelme
Dahomey afrikai királyságot az Abomey-síkságon élő különböző etnikai csoportok alapították. Akinjogbin történész szerint a rabszolga-kereskedelem okozta bizonytalanság miatt vándoroltak tömegesen különböző csoportok, köztük Allada város királyi családjának egy része is Abomeybe. Ezek a csoportok saját biztonságuk érdekében ütőképes katonai szervezetet alakítottak ki és fokozatosan kiterjesztették a kis királyság határait.
Dahomey sajátos kultúrájáról és hagyományairól nevezetes. A fiúk gyakran egészen fiatalon az idősebb katonák mellett tanulták a katonai mesterséget, amíg elég idősek nem lettek arra, hogy csatlakozzanak a haditengerészethez. Nevezetes intézmény volt a női katonákból álló elit egység, akiket 'ahosi – anyáink' néven említettek fongbe nyelven, az angolok pedig dahomey-i amazonokként. A katonai intézmények miatt említették az európai megfigyelők és kommentátorok 'fekete Spárta' néven Dahomey-t. Az emberáldozat mindennapos volt; a korabeli források szerint előfordult, hogy ünnepeken rabszolgák és hadifoglyok ezreit fejezték le nyilvánosan. A dahomey-i hit szerint ezek a lefejezések a trón és harcosok presztízsét és alkalmasságát növelték.
Bár Dahomey alapítói kezdetben harcoltak ellene, a rabszolga-kereskedelem a térségben majdnem háromszáz éven át folyt, emiatt lett a neve „Rabszolgapart”. A királyi udvar igénye miatt, hogy a csatában elfogottak egy részét lefejezzék, csökkent az exportálható rabszolgák száma. A 17. század elején évi húszezer volt a számuk, a 19. század elején már csak tizenkétezer. A hanyatláshoz hozzájárult, hogy több gyarmati országban betiltották a rabszolga-kereskedelmet. Az utolsó portugál rabszolgahajó 1885-ben hagyta el a mai Benin területét.
A nagy hatalmú Dahomey királyság mellett még sok, leginkább joruba nyelvű nép lakott a mai Benin területén. E népek szoros kapcsolatban voltak a mai Nigériában élő rokon népekkel, és gyakran ellenségeskedtek a dahomey-iekkel. De gyakori volt a házasság Dahomey királyság alattvalói és a többi joruba között.
E népektől északra élnek a borguk, mahik és más etnikai csoportok, az ország mai lakosai.
A 19. század közepén Dahomey kezdte elveszíteni regionális hatalmi szerepét, végül a franciák 1892-ben megszerezték területét. 1899-ben Dahomey néven Francia Nyugat-Afrika gyarmat része lett. 1958-ban kapott autonómiát, mint Dahomey Köztársaság, a teljes függetlenséget 1960. augusztus 1-én érte el. Az első köztársasági elnök Hubert Maga lett.
Az új államban fokozódtak az etnikai feszültségek; 1972-ig nyolc hatalomátvétel és kormányváltás volt, amikor jellemzően az ország egy-egy területét uraló kiskirály ragadta magához a hatalmat. 1961-ben visszafoglalták Portugáliától az Ajuda nevű enklávét. Soglo tábornok 1965. december 22-én katonai puccsal néhány évre (1967. december 19.) kezébe ragadta a hatalmat. Felfüggesztette az alkotmányt, betiltotta a pártokat. Uralmát a Jean-Baptiste Hachème vezette forradalmi erők döntötték meg.
Három fő figura dominálta a következő éveket: Sorou Apithy, Hubert Maga és Justin Ahomadegbé — az ország különböző területeiről kerültek ki. Ők hárman állapodtak meg egy elnöki tanács létrehozásáról az elcsalt 1970-es választások után kitört zavargások után. 1972-ben ezt a tanácsot katonai puccs döntötte meg Mathieu Kérékou vezetésével. Marxista kormányzatot vezetett be a Forradalmi Katonai Tanács vezetésével, és 1975-ben az országot átnevezte Benini Népköztársaságra. (A név egy a mai Nigéria területén lévő királyságéból ered.)
1978-ban állt helyre a polgári kormányzat; új alkotmányt fogadtak el. 1979-ben feloszlott a Forradalmi Katonai Tanács és választásokat tartottak. Az 1980-as évek végén Kérékou elfordult a marxizmustól a gazdasági válság nyomán és újra bevezette a tőkés parlamentáris rendszert. 1991-ben választási vereséget szenvedett Nicéphore Soglóval szemben, és az első fekete-afrikai elnök lett, aki választási vereség nyomán vesztette el hatalmát. 1996-ban szavazási győzelemmel tért vissza a hatalomba. 2001-ben szoros versenyben győzött ismét Kérékou. Ellenfelei szerint voltak választási csalások.
Sem Kérékou elnök, sem Soglo korábbi elnök nem indult a 2006-os választásokon, mert az alkotmány szerint ehhez Soglo már túl idős volt, Kérékou pedig két betöltött ciklus után nem indulhatott. Kérékou elnököt széles körben dicsérik, hogy nem változtatta meg az alkotmányt azért, hogy hivatalban maradhasson, mint számos más afrikai vezető tette. A választás, amely tiszta és szabad volt, második fordulót eredményezett Yayi Boni és Adrien Houngbédji között. A második forduló győztese Yayi Boni lett, aki 2006 április 6-án lépett hivatalba. A becsületes, többpárti választás nagymértékben emelte Benin tekintélyét, és Benint tekintik a demokrácia mintaképének Afrikában.

## Államszervezete és közigazgatása

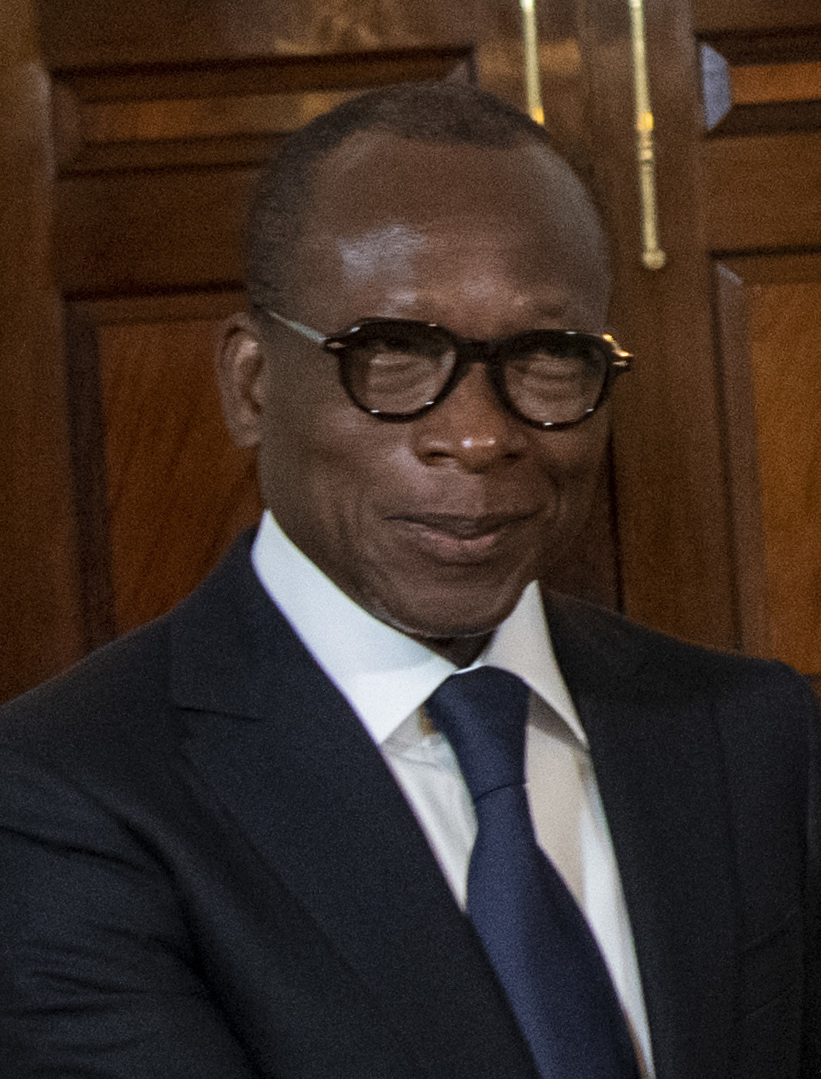
Patrice Talon államfő

Az ország elnöki rendszerű köztársaság.

### Törvényhozás, végrehajtás, igazságszolgáltatás
A benini parlament a 83 fős Országgyűlés (Assemblée Nationale), amelyet négyévente választanak. Az állam és a kormány feje az elnök, akit szintén a polgárok választanak, ötévente, s aki egyben a hadsereg főparancsnoka is. (Az 1990-es alkotmány csak egyszeri újraválasztást tesz lehetővé.) Az elnök nevezi ki a kormányt, azaz a minisztertanácsot.
A Legfelsőbb Bíróság a nemzetgyűlésnek van alárendelve: a törzsi bíráskodást megszüntették.

### Politikai pártok

#### Elnökök
| - 1960. augusztus 1. – 1963. október 27.: Coutoucou Hubert Maga - 1963. október 27. – 1964. január 25.: Christophe Soglo - 1964. január 25. – 1965. november 27.: Sourou-Migan Apithy - 1965. november 27-29.: Justin Ahomadegbé-Tomêtin (ideiglenesen) - 1965. november 29-december 22.: Tahirou Congacou (ideiglenesen) - 1965. december 22. – 1967. december 19.: Christophe Soglo - 1967. december 19-20.: Jean-Baptiste Hachème (puccsal került hatalomra) - 1967. december 20-21.: Iropa Maurice Kouandété - 1967. december 21. – 1968. július 17. : Alphonse Amadou Alley - 1968. július 17. – 1969. december 10.: Émile Derlin Henri Zinsou - 1969. december 13. – 1970. május 7.: Paul-Émile de Souza - 1970. május 7. – 1972. május 7.: Coutoucou Hubert Maga - 1972. május 7. – 1972. október 26.: Justin Ahomadegbé-Tomêtin: - 1972. október 26. – 1991. április 4.: Mathieu Kérékou - 1991. április 4. – 1996. április 4.: Nicéphore Dieudonné Soglo - 1996. április 4. – 2006. április 6.: Mathieu Kérékou - 2006. április 6. – 2016. április 6.: Yayi Boni - 2016. április 6. óta: Patrice Talon |

### Közigazgatási beosztás

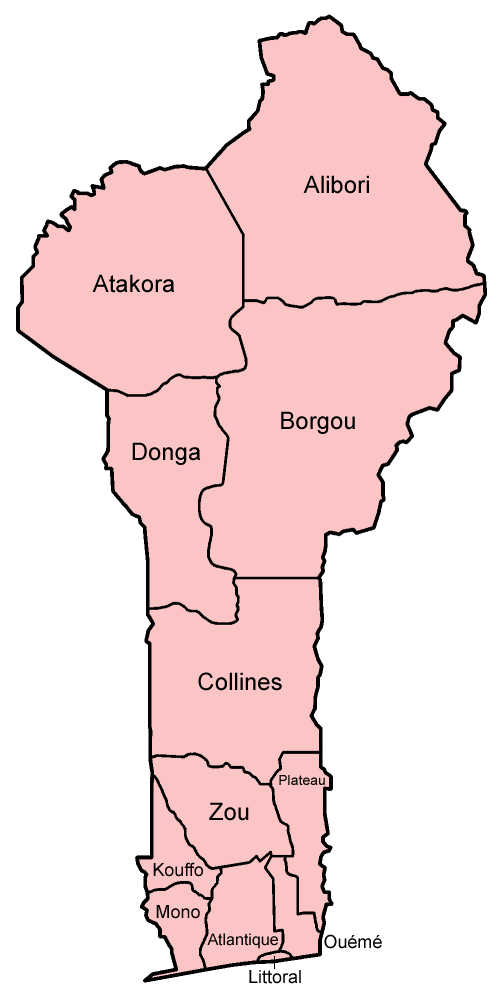
Benin közigazgatási egységei

Benin tizenkét megyére van osztva.
| Megye      | Főváros     | Népesség (fő) | Terület (km2) |
| ---------- | ----------- | ------------- | ------------- |
| Alibori    | Kandi       | 868 046       | 26 242        |
| Atakora    | Natitingou  | 769 337       | 20 499        |
| Atlantique | Allada      | 1 396 548     | 3 233         |
| Borgou     | Parakou     | 1 202 095     | 25 856        |
| Collines   | Dassa-Zoumé | 716 558       | 13 931        |
| Donga      | Djougou     | 542 605       | 11 126        |
| Couffo     | Aplahoué    | 741 895       | 2 404         |
| Littoral   | Cotonou     | 678 874       | 79            |
| Mono       | Lokossa     | 495 307       | 1 605         |
| Ouémé      | Porto-Novo  | 1 096 850     | 1 281         |
| Plateau    | Pobè        | 624 146       | 3 264         |
| Zou        | Abomey      | 851 623       | 5 243         |

### Védelmi rendszer
A hadsereg létszáma 3500 fő, mellette 1100 fős határőrség és népi milícia is létezik. A szárazföldi haderő 3300 főt számlál, 20 harckocsival, 27 páncélozott felderítő harcjárművel, 4 ágyúval és 60 aknavetővel rendelkezik. A légierőnek 14 repülőgépe és néhány helikoptere van, személyi állománya 200 fő. A 150 fős haditengerészet egy őrhajót és két torpedónaszádot tart fenn.

## Népesség

### Általános adatok
Az országban mintegy 60 szudáni nép él, négyötöde falun. A lakosság kb. fele 15 évnél fiatalabb. Írástudatlanság 63%.[mikor?]

### Népességének változása
| Lakosok száma | 5 001 271 | 5 582 420 | 6 176 318 | 6 546 493 | 7 174 911 | 7 922 796 | 8 707 490 | 9 240 783 | 10 050 702 | 14 111 034 |
|               | 1990      | 1993      | 1996      | 1998      | 2001      | 2004      | 2007      | 2009      | 2012       | 2023       |

### Legnépesebb települések
| Kép        | Rang | Város         | Megye      | Népesség | Rang | Város      | Megye      | Népesség | Kép     |
| ---------- | ---- | ------------- | ---------- | -------- | ---- | ---------- | ---------- | -------- | ------- |
| Cotonou    | 1.   | Cotonou       | Littoral   | 679 012  | 11.  | Malanville | Alibori    | 64 639   | Parakou |
| Cotonou    | 2.   | Porto Novo    | Ouémé      | 264 320  | 12.  | Kandi      | Alibori    | 56 043   | Parakou |
| Cotonou    | 3.   | Parakou       | Borgou     | 255 478  | 13.  | Kérou      | Atakora    | 54 276   | Parakou |
| Cotonou    | 4.   | Godomey       | Atlantique | 253 262  | 14.  | Natitingou | Atakora    | 53 284   | Parakou |
| Cotonou    | 5.   | Abomey-Calavi | Atlantique | 117 824  | 15.  | Pobé       | Plateau    | 49 232   | Parakou |
| Porto Novo | 6.   | Djougou       | Donga      | 94 773   | 16.  | Ouidah     | Atlantique | 47 616   | Godomey |
| Porto Novo | 7.   | Bohicon       | Zou        | 93 744   | 17.  | Lokossa    | Mono       | 47 246   | Godomey |
| Porto Novo | 8.   | Ekpé          | Ouémé      | 75 313   | 18.  | Bassila    | Donga      | 46 569   | Godomey |
| Porto Novo | 9.   | Abomey        | Zou        | 67 885   | 19.  | Tchaourou  | Borgou     | 43 862   | Godomey |
| Porto Novo | 10.  | Nikki         | Borgou     | 66 109   | 20.  | Sakété     | Plateau    | 43 541   | Godomey |

### Etnikai, nyelvi megoszlás
Beninben mintegy 60 különböző népcsoport él, a legnagyobb a fon (49%). Más jelentősebb csoportok: joruba (7%), szomba (9%), bariba (16%), adzsa (11%), fulbe (4%).
A 2002-es népszámlálás alapján az országban 141 595 külföldi él. A többség a környező országokból érkezett: Nigerből 49 300 fő, Togóból 31 306 fő, Nigériából 29 018 fő, Burkina Fasóból 6 472 fő. Franciaországból 1169 fő érkezett Beninbe.
Legtöbbjük saját nyelvvel rendelkezik (a legnagyobbak a fon és a joruba), a hivatalos franciát inkább csak a városokban beszélik.

### Vallási megoszlás
A népesség kb. 48%-a keresztény (többségük római katolikus); a muszlimok aránya kb. 28%. A világvallások azonban gyakran keverednek a helyi vallásokkal. A lakosság több mint 10 %-a a vudu híve, legalább 5 %-a aladura keresztény. A maradék zöme más hagyományos vallás híve.
Úgy tartják, hogy a vudu Beninből ered, a Rabszolgapartról elhurcoltak vitték át Amerikába. 1992 óta az ország egyik hivatalos vallása; a nemzeti vudu ünnep állami ünnep (január 10.).

### Szociális rendszer
Benin a világ legszegényebb államai közé tartozik. A munkanélküliség és az alulfoglalkoztatottság magas. Az egészségügyi ellátás rossz, elsősorban vidéken. Még mindig gyakori a lepra, az álomkór és a malária. A várható élettartam mindössze 59,33 év. A csecsemő halandóság magas: 1000-ből 59 csecsemő hal meg. Az egészségügyre a GDP 4,57%-át költik.

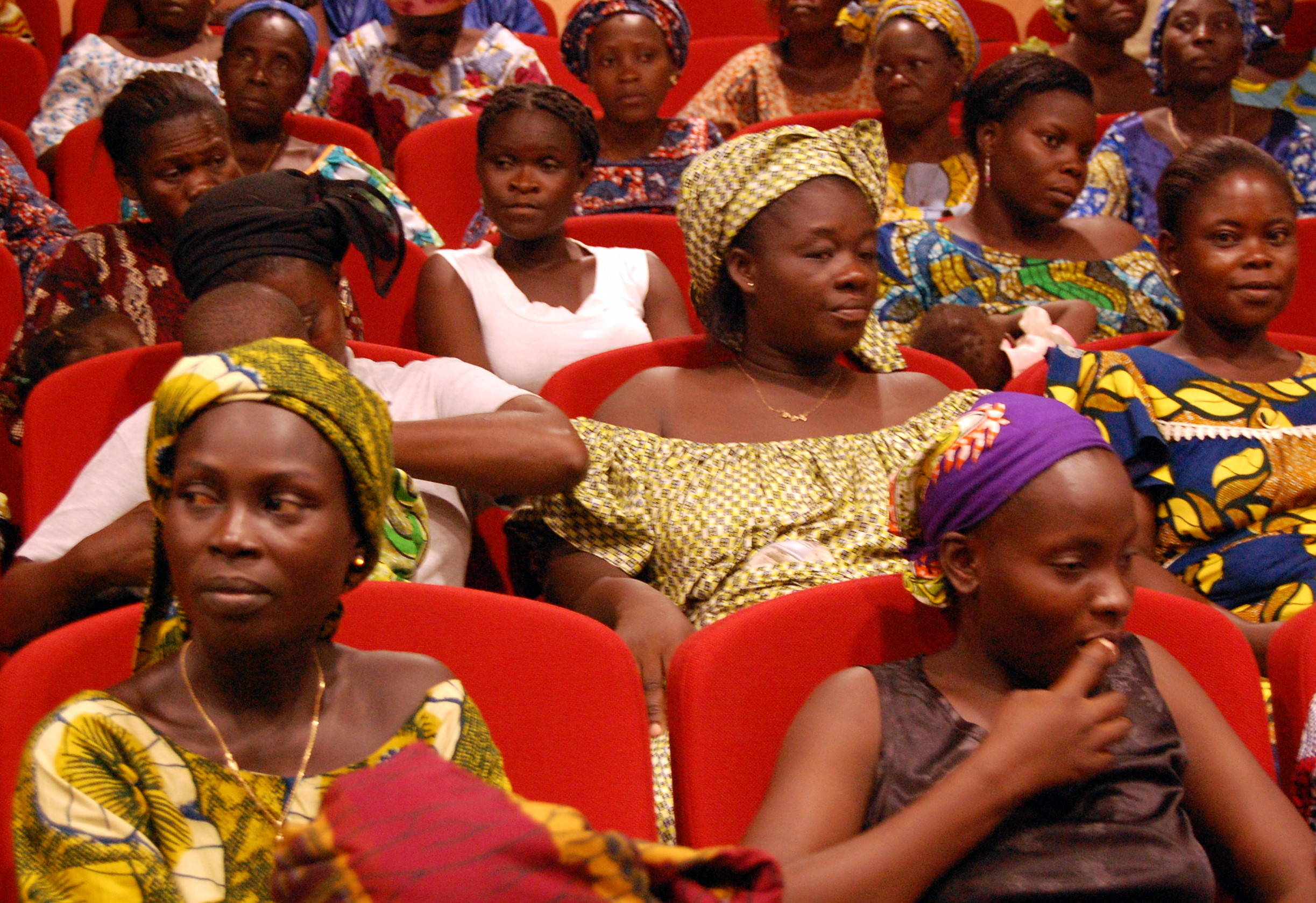
Asszonyok Cotonouban
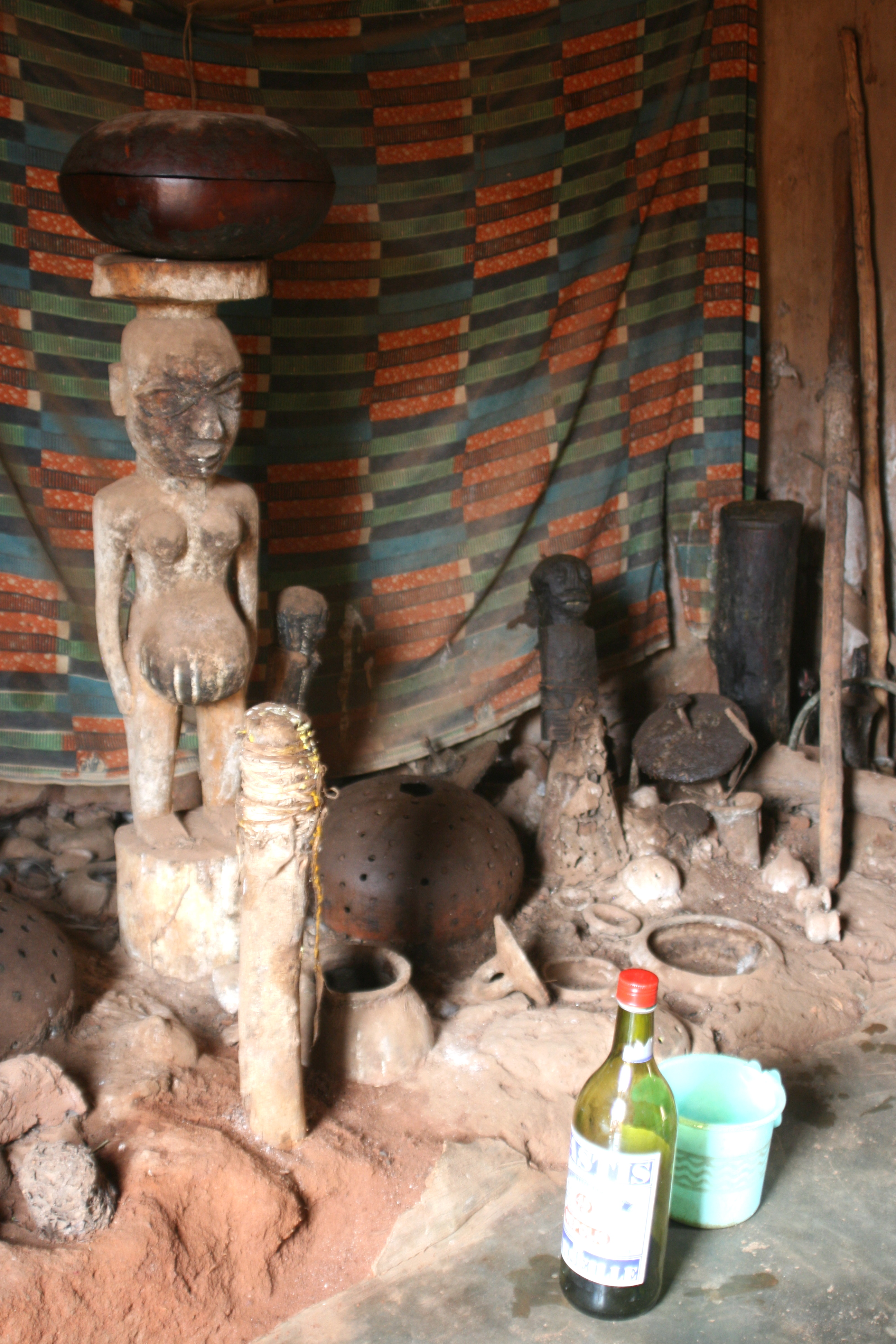
Vudu-oltár Abomeyban
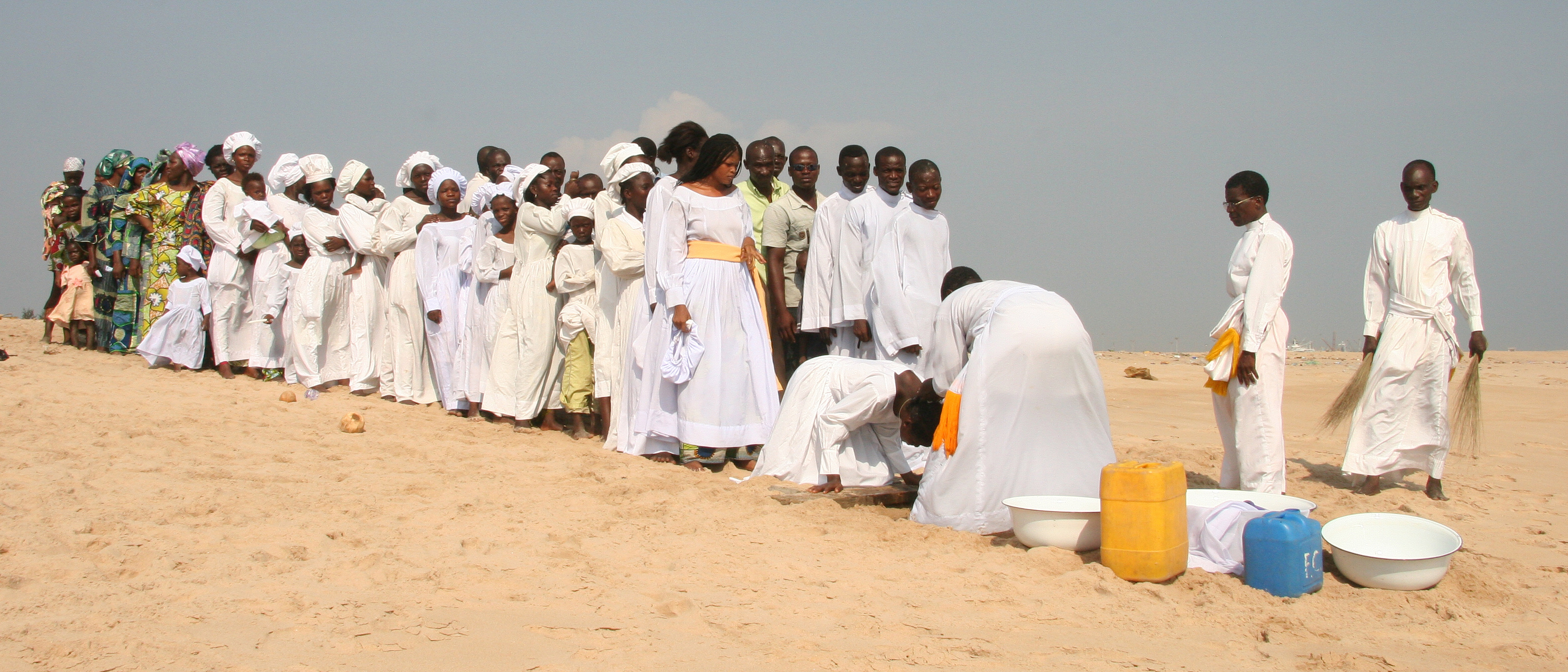
Keresztelkedők egy aladura keresztény egyház szertartásán
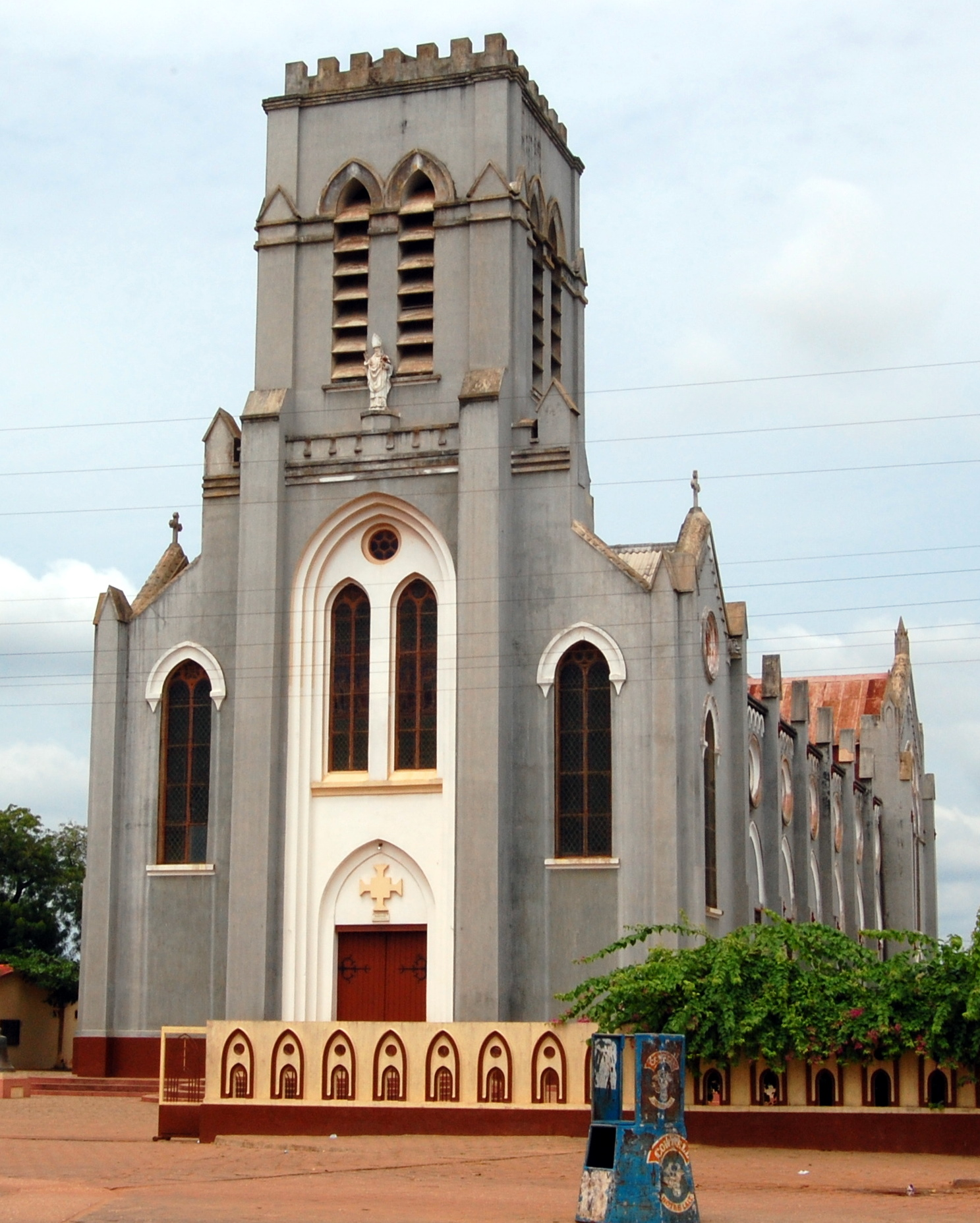
Ouidah katolikus temploma
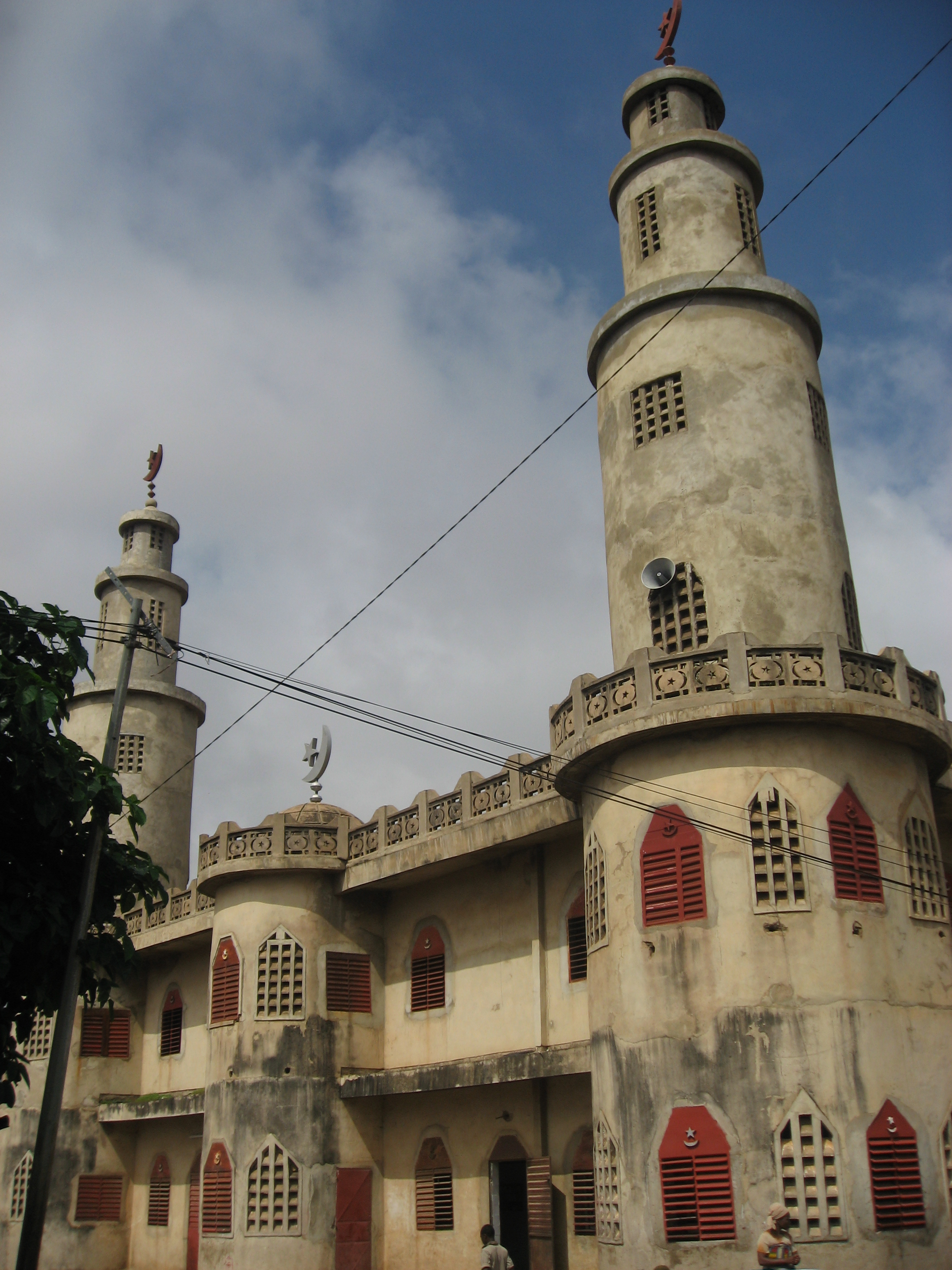
Mecset, Parakou
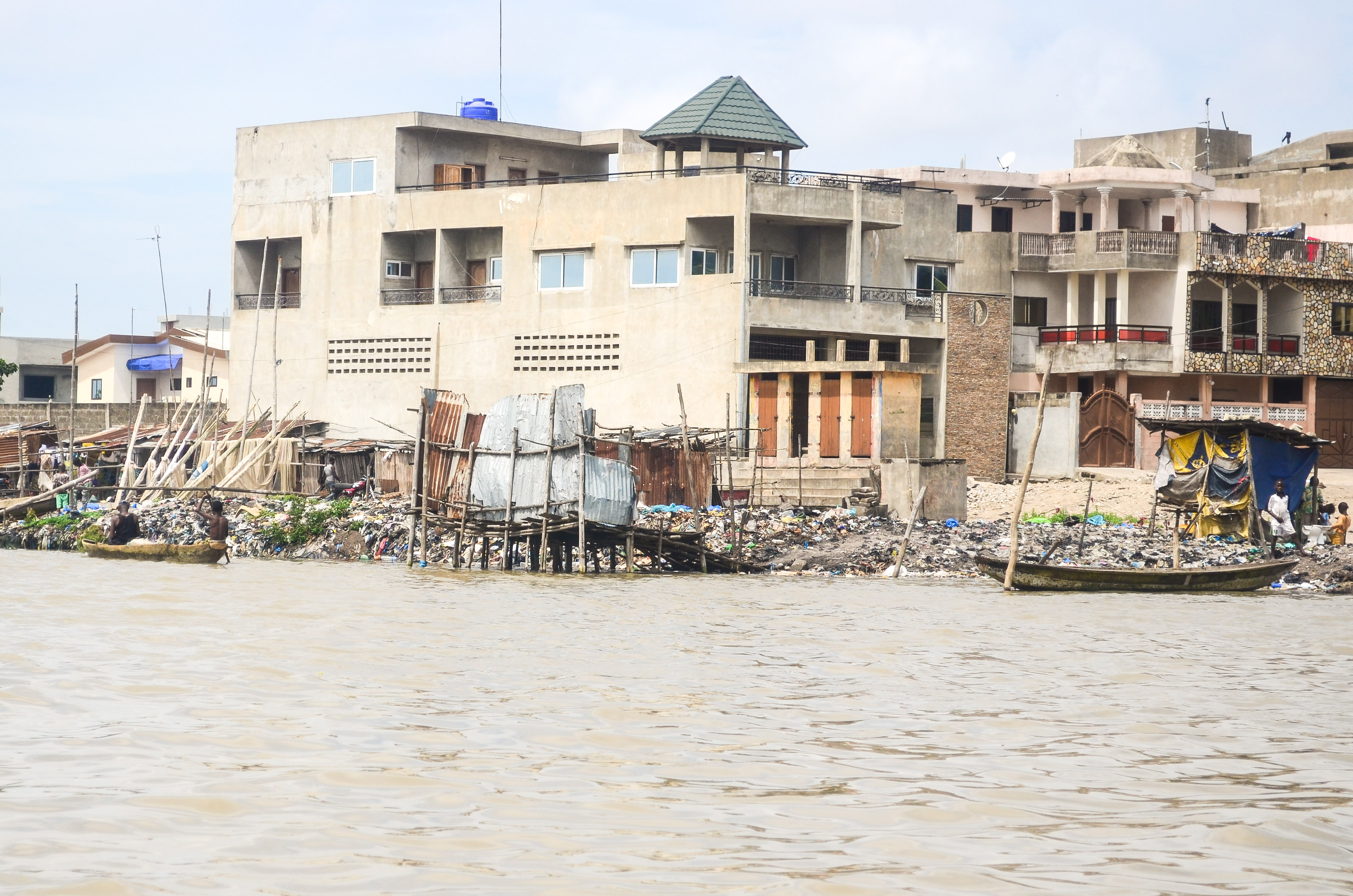
Jómódú házak előttük szeméthalommal, Ganvié

## Gazdaság
Benin agrárország.

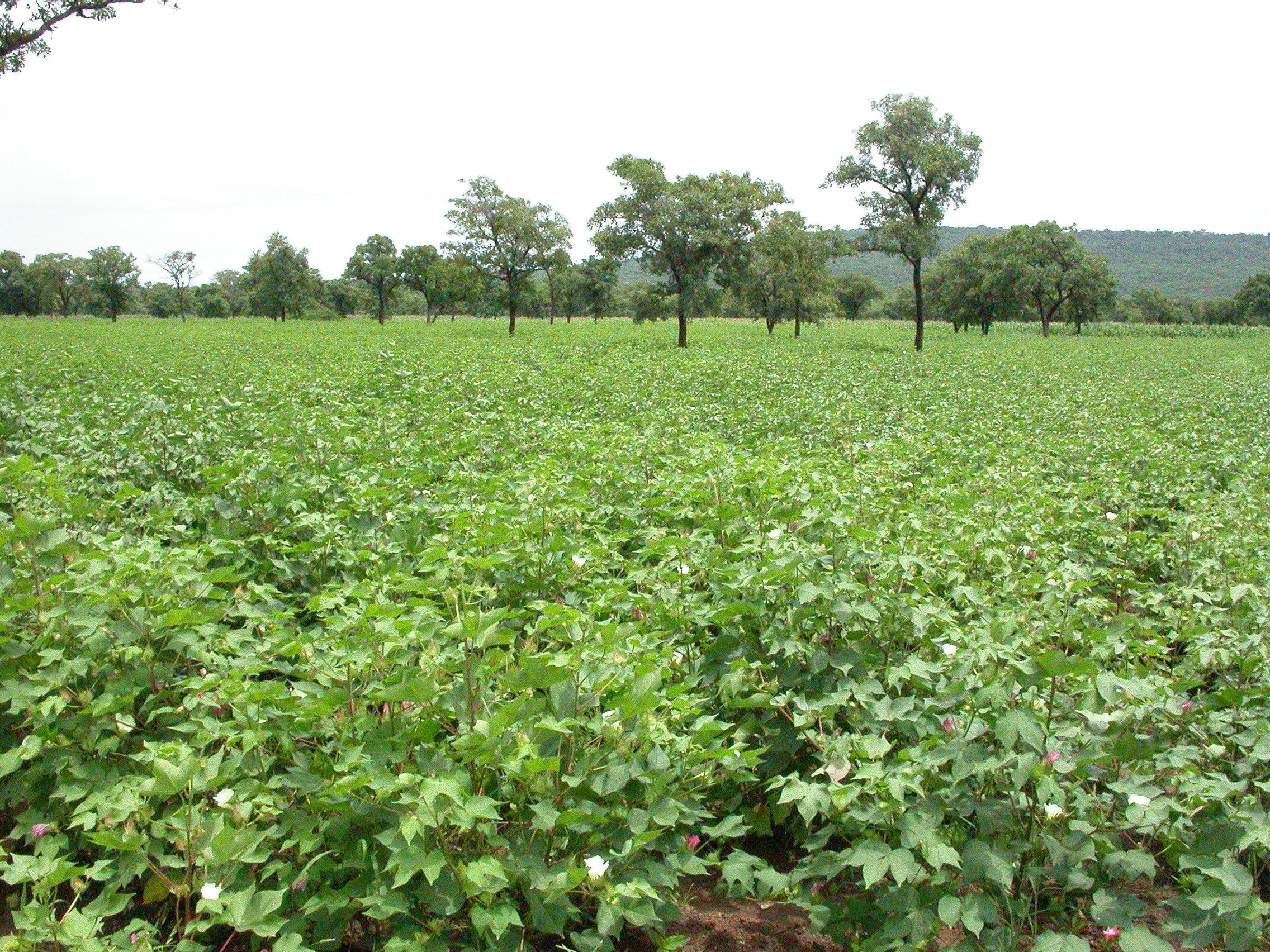
Gyapotföld

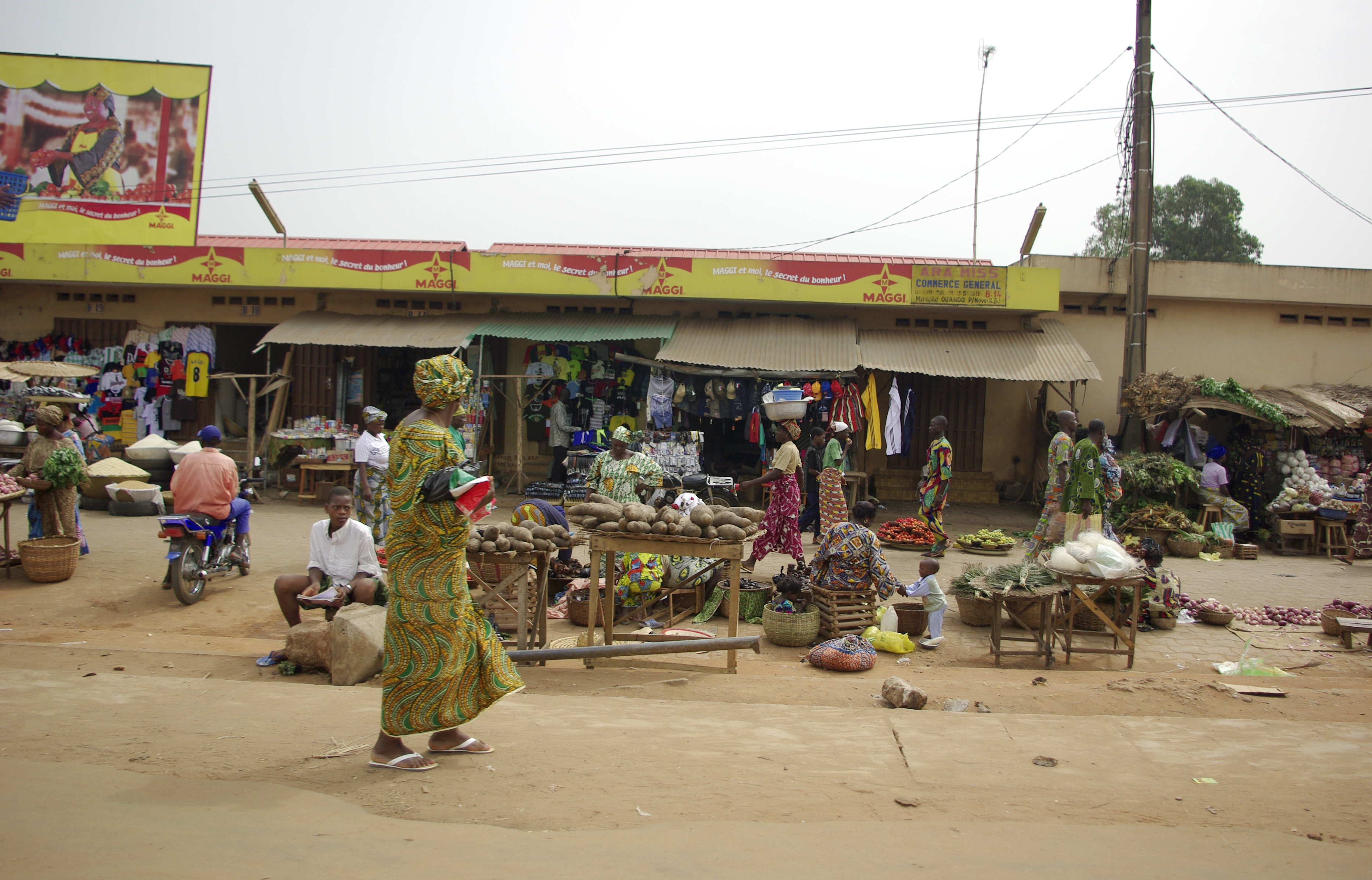
Piackép, Porto Novo

Benin meglehetősen fejletlen gazdasága főként az önellátó gazdálkodásra, a gyapottermesztésre és a helyi kereskedelemre épül. A növekedés az utóbbi hat évben 5% körül volt, de a népesség gyors növekedése miatt ez nem elegendő. Az infláció az utóbbi néhány évben csökkent. A gazdaság fellendülését leginkább külföldi befektetőktől, a turizmustól, a mezőgazdasági és élelmiszeripari termékek előállítási folyamatainak és minőségének javításától, illetve az új információs-kommunikációs rendszerek kiépítésétől várják. A 2001-ben (erős ellenvélemények mellett) megkezdett privatizáció tovább folytatódik a telekommunikáció, a vízellátás, az energetika és a mezőgazdaság területén. A Paris Club és más hitelező országok könnyítettek az államadósság terhén, de cserébe gyors strukturális átalakításokat várnak el.

### Általános adatok
Az ország ma is szegény, gyengén fejlett, és túlságosan függ a mezőgazdaságtól. Ebben a szektorban alkalmazzák a munkaerő kétharmadát, és itt termelik meg a bruttó nemzeti termék 35%-át.

### Gazdasági ágazatok

#### Mezőgazdaság
Az ország területének mindössze 12%-át művelik meg. Elsősorban családi gazdaságokban – gyakran vándor kapás műveléssel, égetéses erdőirtással – délen maniókát, édesburgonyát, kukoricát, rizst, földimogyorót, zöldségféléket termesztenek. A Terre de Barre vidékén hatalmas olajpálma-, kávé-, kakaó- és dohányültetvények vannak.

#### Ipar
Benin természeti kincsekben viszonylag szegény. Építőanyagnak kavicsot, agyagot, mészkövet termelnek ki. 1983 óta norvég segítséggel a parti vizeken olajat bányásznak. Áramot korábban Ghánából kapott. De Togóval együtt a közös határfolyón, a Monon külföldi segítséggel felépült a Nangbeto-vízerőmű, s ezáltal már Benin vált áramexportőrré. Az ipar elsősorban a hazai mezőgazdasági termékeket dolgozza fel. Fontos szerepe van a hagyományos kézművességeknek, mint a szövés, fazekasság, kosárfonás.

#### Kereskedelem
Főbb importcikkek: gépjárművek, gépek, textíliák, fémáru, kőolajtermékek, gabona, élelmiszer.
Fontosabb exportcikkek: nyersolaj, kávé, kakaó, gyapot, pálmamag és pálmaolaj, cement, földimogyoró.
Az ország külkereskedelmének nagy része Cotonou kikötőjén keresztül bonyolódik.
Főbb külkereskedelmi partnerei: Franciaország, Nagy-Britannia, Hollandia, Németország, Nigéria, Brazília, Indonézia, Thaiföld, Marokkó, Portugália, Elefántcsontpart, USA, Kína, Japán.

## Közlekedés

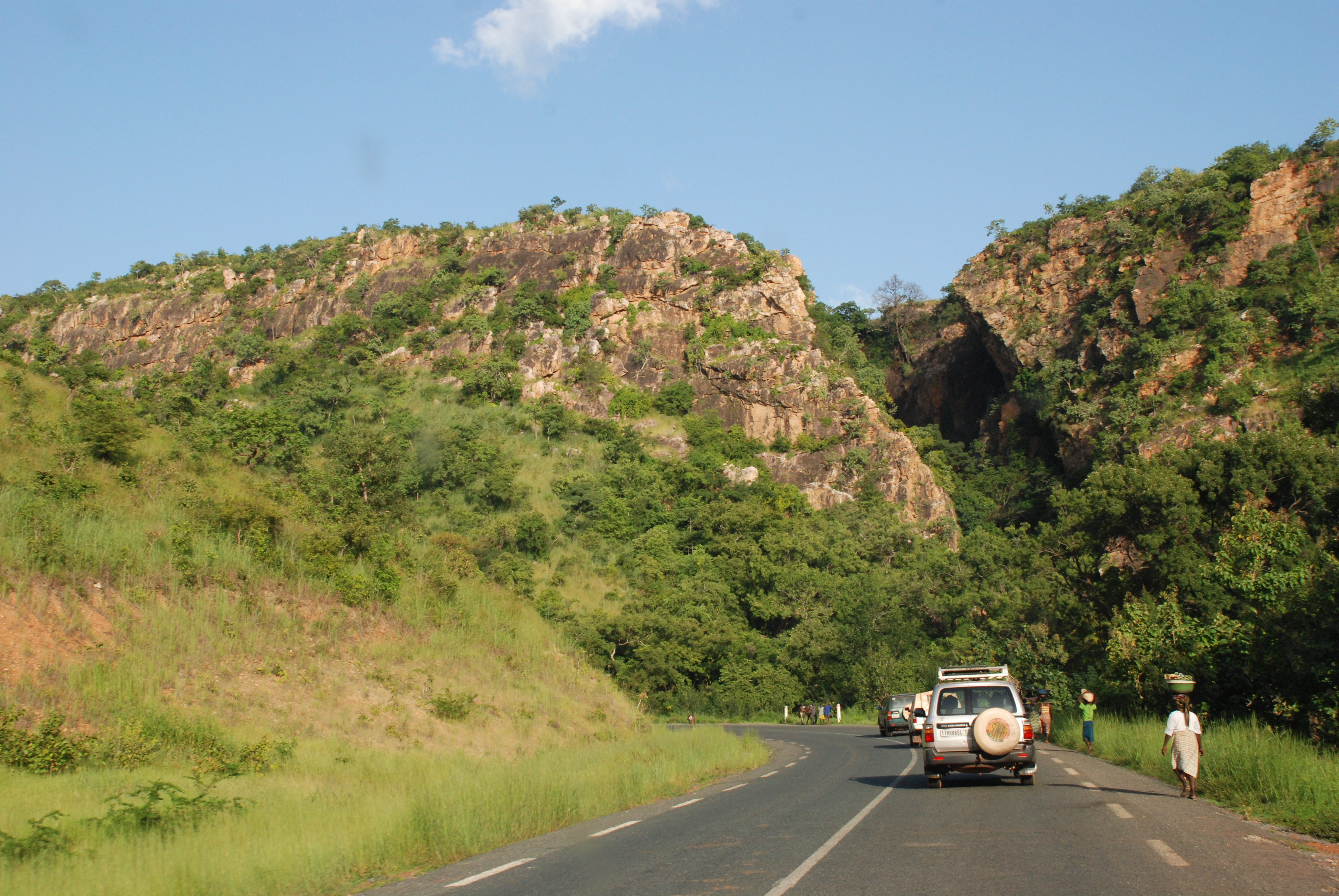
RNIE 3-as főút, Atakora

### Közút
A 7400 km hosszúságú úthálózatnak mindössze 1/3-a használható az esős időszakban. A két főútvonal egyike Nigéria, a másik Niger felé teremt összeköttetést.

### Légi
Nemzetközi repülőtér cotonoui Cadjehoun nemzetközi repülőtér, az országnak összesen 5 repülőtere van.

#### Afrique Airlines
Az Afrique Airlines egy személyszállítással foglalkozó benini légitársaság volt. Székhelye: Cotonou. 2002-ben alapították, és 2003 végéig menetrend szerinti járatokat üzemeltetett Benin és Párizs között. 2006-ban a céget felszámolták.
Egyetlen Airbus A310 típusú repülőgéppel üzemelt.

### Vízi
Cotonou és még 2 kikötő van az országban.

## Telekommunikáció
| Hívójel prefix | TY |
| ITU zóna       | 46 |
| CQ zóna        | 35 |

## Kultúra

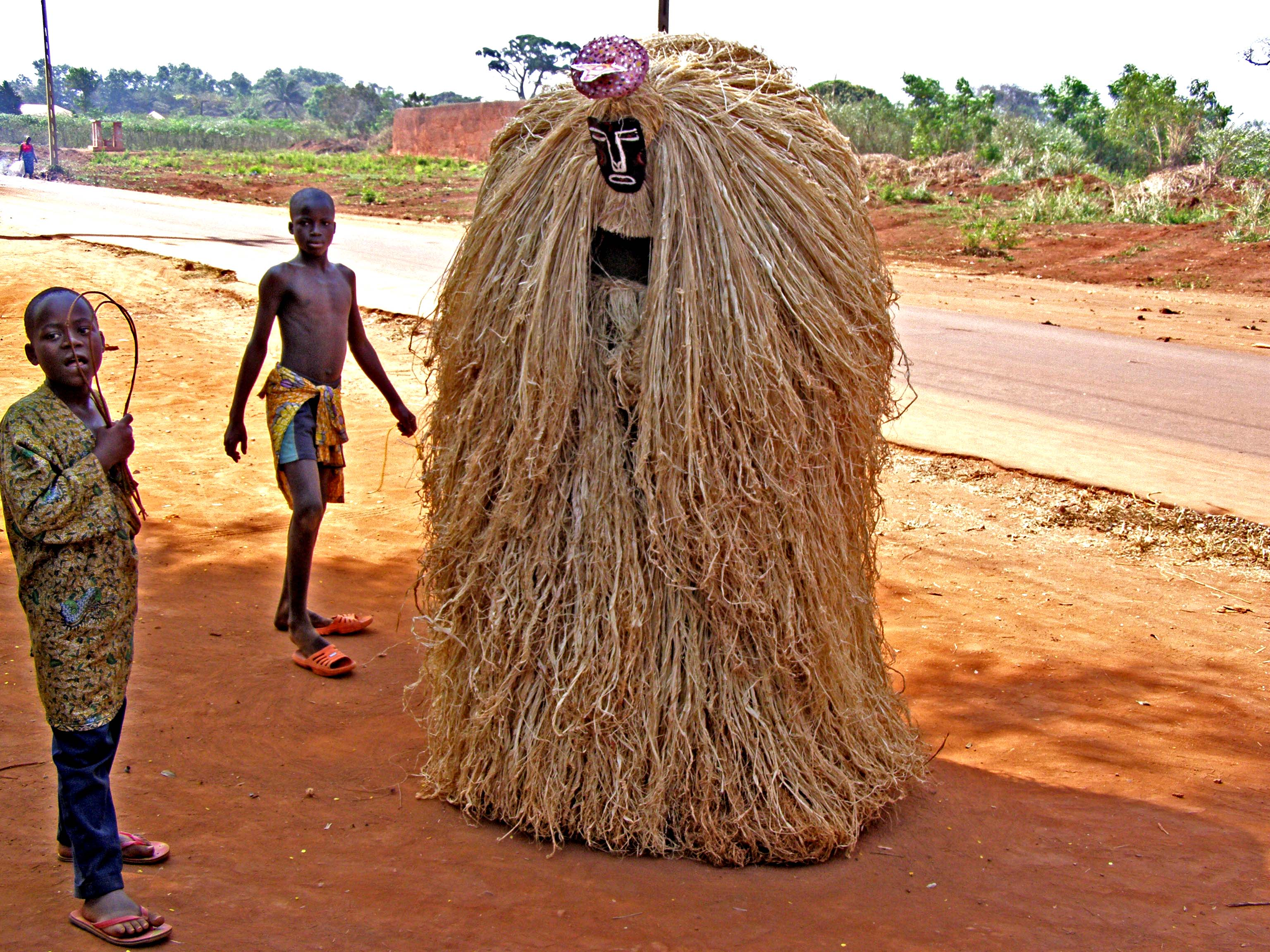
Zangbeto, a vudu vallás éjjeli őre

### Oktatási rendszer
Általános tankötelezettség 6-tól 12 éves korig van. Az iskolahiány miatt azonban a lakosság 75%-a még analfabéta. A cononoui egyetemet 1870-ben alapították. A tanár-diák arány rossz : 1:44. Az oktatásra a GDP 5,35%-át költik.

### Kulturális intézmények
Zinsou Kortárs Képzőművészeti Múzeum: A Zinsou család kezdeményezésére jött létre a saját gyűjteményükből. A múzeumot afrikai művészek az elmúlt 8 évben készített munkái alkotják. A múzeum Benin Rabszolgapart nevű részén található. A helyet adó épület az 1922-ben brazil stílusban épült Villa Ajavon.

### Művészetek

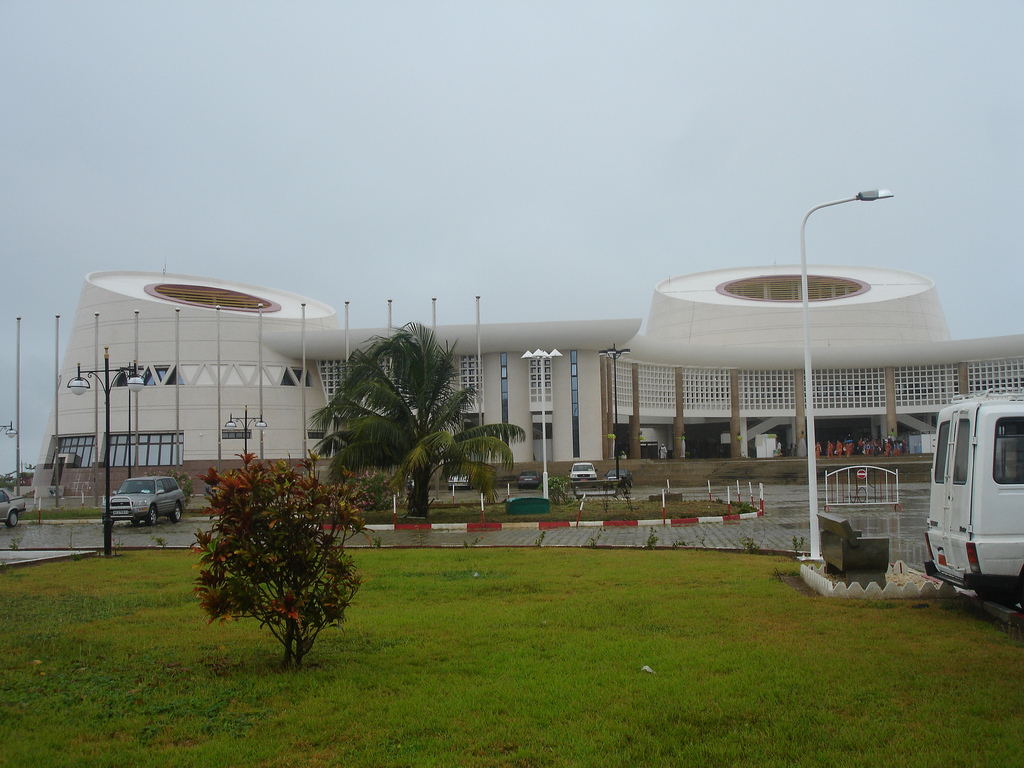
Palais des Congres de Cotonou

#### Zene
A hagyományos zenét számos hangszeren játszották: dobok, ütőhangszerek, kereplők, húros-, illetve pengetős hangszerek (pl. a zanza: a zenész rezonáló szekrényre erősített fém-, illetve nádlemezeket penget). A táncokat, a vallási rítusokat különböző dobokkal, rezonáló lopótökökkel, csörgőkkel, zanzákkal kísérték. A közös munkához, a különböző kultikus ceremóniákhoz más-más énekek voltak a férfiak, a nők s a gyermekek számára.
2016-ban létrejött a Benin International Musical formáció, amelyet Hervé Riesen, a Radio France csatorna- és tartalomigazgatója indított. A Benin International Musical, alias BIM, nem mást tűzött ki célul, mint a trip-hop, a pop-rock és az elektronikus zenén keresztül bemutatni a voodoo ritmusokat és tradicionális nyugat-afrikai dalokat. A héttagú együttes hagyományos melódiáin keresztül mutatja be ősei zenéjét, a Dahomey királyság örökségét. A formáció éppúgy foglalkozik a hagyományos afrikai ceremóniákkal, mint Benin fővárosának trendi klubjaival, de változatos témákat dolgoznak fel az ország evangélikus templomi szertartásaitól a voodoo szentségekig.

### Hagyományok, néprajz
Az ősi Dahomey királyságban számos kannibalisztikus rítus szolgálta a király egyeduralmának dicsőítését. A király halálakor, valamint minden évben kétszer ember- és állatáldozatokra került sor, hogy gondoskodjanak a túlvilági udvartartásról. Állítólag 1791 januárja és márciusa között 500 férfit, nőt és gyereket küldtek ily módon a halálba. Csak Ghezo király csökkentette jelentősen az emberáldozatok számát, s megtiltotta, hogy halálakor megöljék feleségeit és udvartartását.
Agadsa királynak köszönhetők Abomey város pompázatos építményei. A királyi palotát, ami ma a Történelmi Múzeum, számos dombormű és hatalmas királyszobor díszíti. A királyi udvar igényeinek kielégítésére gazdag népművészet jött létre (ékszerek, díszkardok, vezéri botok). A fafaragás mindenütt honos Dahomey-ben. A kunyhók és a bútorok ajtaját, valamint az ajtófélfákat fafaragványokkal díszítették. Védszenteket és maszkokat is faragtak. A faragások manapság idegenforgalmi emléktárgyak.

### Gasztronómia
Az egzotikus benini konyhán különféle friss ételekkel és mártásokkal lehet találkozni. A hús ritkaságnak számít, inkább a nagyon tehetősek engedhetik meg maguknak.[forrás?]
Benin déli részén a legfőbb alapanyag a kukorica, melyet tészták készítésére használnak. A tésztákat gyakran ízesítik földimogyoró- és paradicsomalapú mártásokkal. Elsődleges húsfajta a hal, amit sokszor megfüstölnek, előfordul ugyanakkor marha-, kecske- és sertéshús, sőt fogyasztják a sziklapatkány itt élő fajtáját is. Egyszerű és gyakori fogás a nyársonsült csirke.
A húst pálma- vagy földimogyoró olajban sütik ki. Alapvető élelmiszerek továbbá a rizs, bab és paradicsom.[forrás?]
A gyümölcsök gyakoriak ebben a régióban, mint például a mandarin, narancs, banán, kiwi, avokádó és ananász.[forrás?]
Benin északi részén a legelterjedtebb zöldség a jamgyökér, mellette a földimogyoró és a paradicsom, melyek mártások alapjai. Az északi vidékeken a jellemző húsfajták a marha és sertés. A sütéshez úgyszintén pálma- vagy földimogyoró olajat használnak. A tehéntejből sajtot készítenek, mint például a városi csemegének számító vöröshéjú, főzéshez használt wagasi-t. Helyi jellegzetesség a kuszkusz, esznek továbbá rizst és babot is. A gyümölcsök a mangó, narancs és avokádó.
A pálmagyökereket sós vízben fokhagymával savanyítják és üvegekben tárolják, amit aztán ételek alapanyagaként használnak.[forrás?]

## Turizmus
Cotonou kikötővárosból repülőn is elérhető az ország néhány városa. Cotonou és Parakou között menetrendszerű, légkondicionált gyorsvonat közlekedik. A fontosabb városok között autóbusz-összeköttetés van. Minden járható őserdei úton bozóttaxi közlekedik. A városokban a legcélszerűbb taxit igénybe venni. A turistaszezon egyik ajánlott időszaka decembertől márciusig tart, de ilyenkor a Szahara felől forró szelek fújnak, a másik ajánlott időszak novembertől februárig tart, ekkor az időjárás hűvösebb és szárazabb. A nemzeti parkok májustól december közepéig zárva vannak.  A legforróbb időszak február és április között van.
Az esős évszakban a kisebb utak járhatatlanná válnak, például a Parc Regional du W területén is.

### Főbb látnivalók
- Abomey palotái
- Porto Novo építészete és múzeumai
- A tengerparti Ouidah vudu-múzeumai
- Az ország északi részén Natitingou és környéke (Tanougou-vízesések)
- W Nemzeti Park és a Pandjari N.P.
- Az ország kultúrája

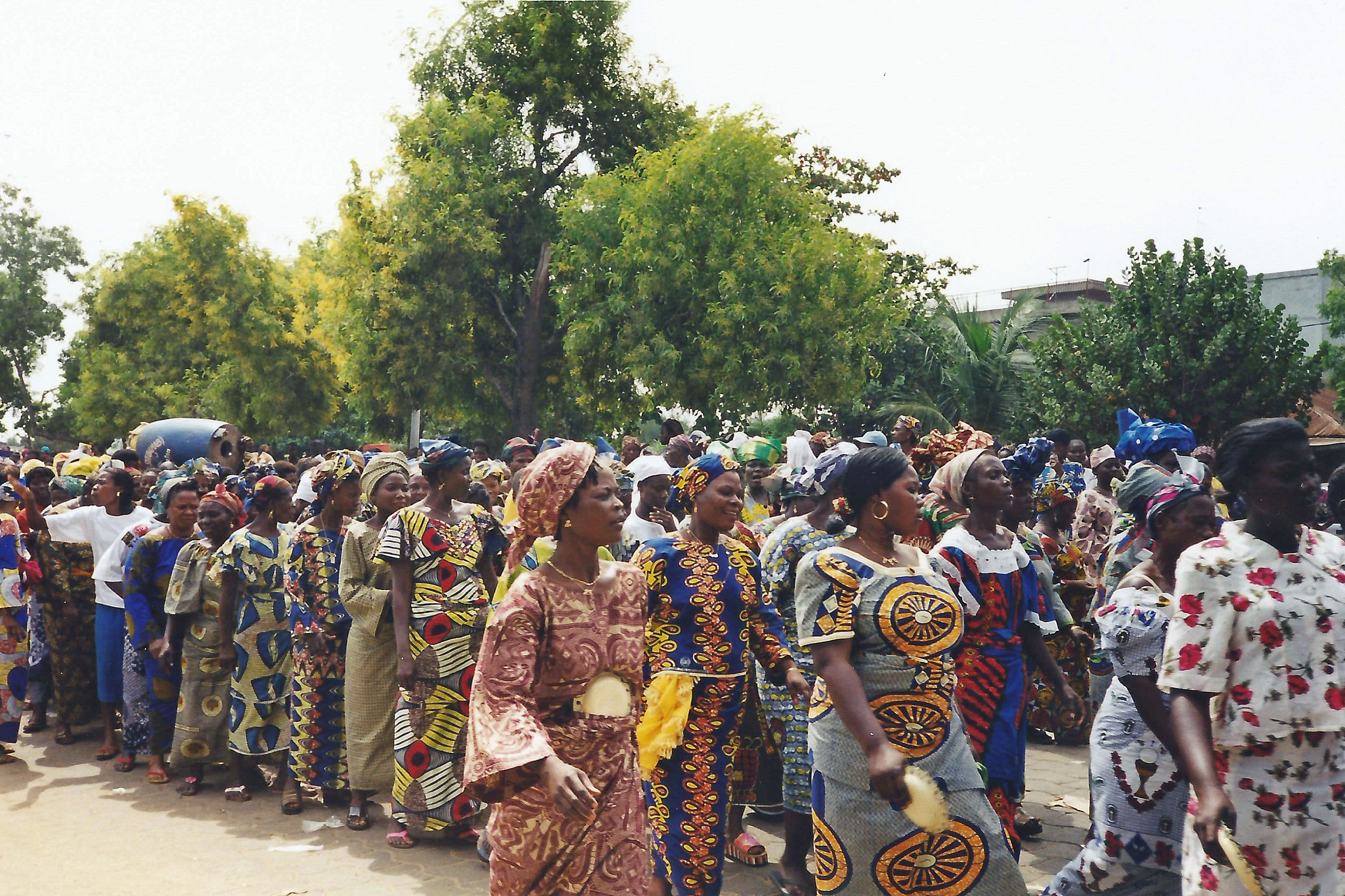
Asszonyok színes kelmékben egy nemzeti ünnepen
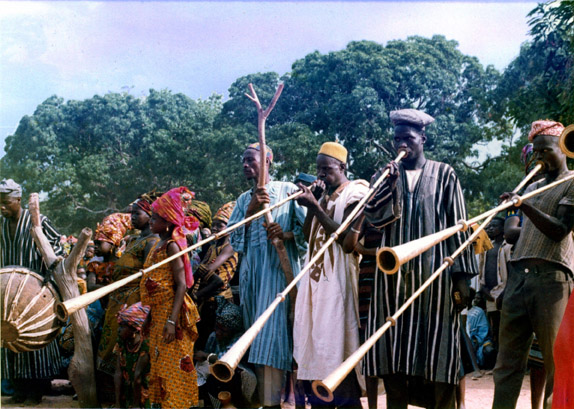
Benini fúvósok
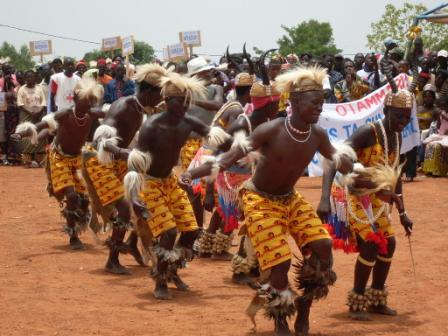
A tammari törzs férfiai táncolnak
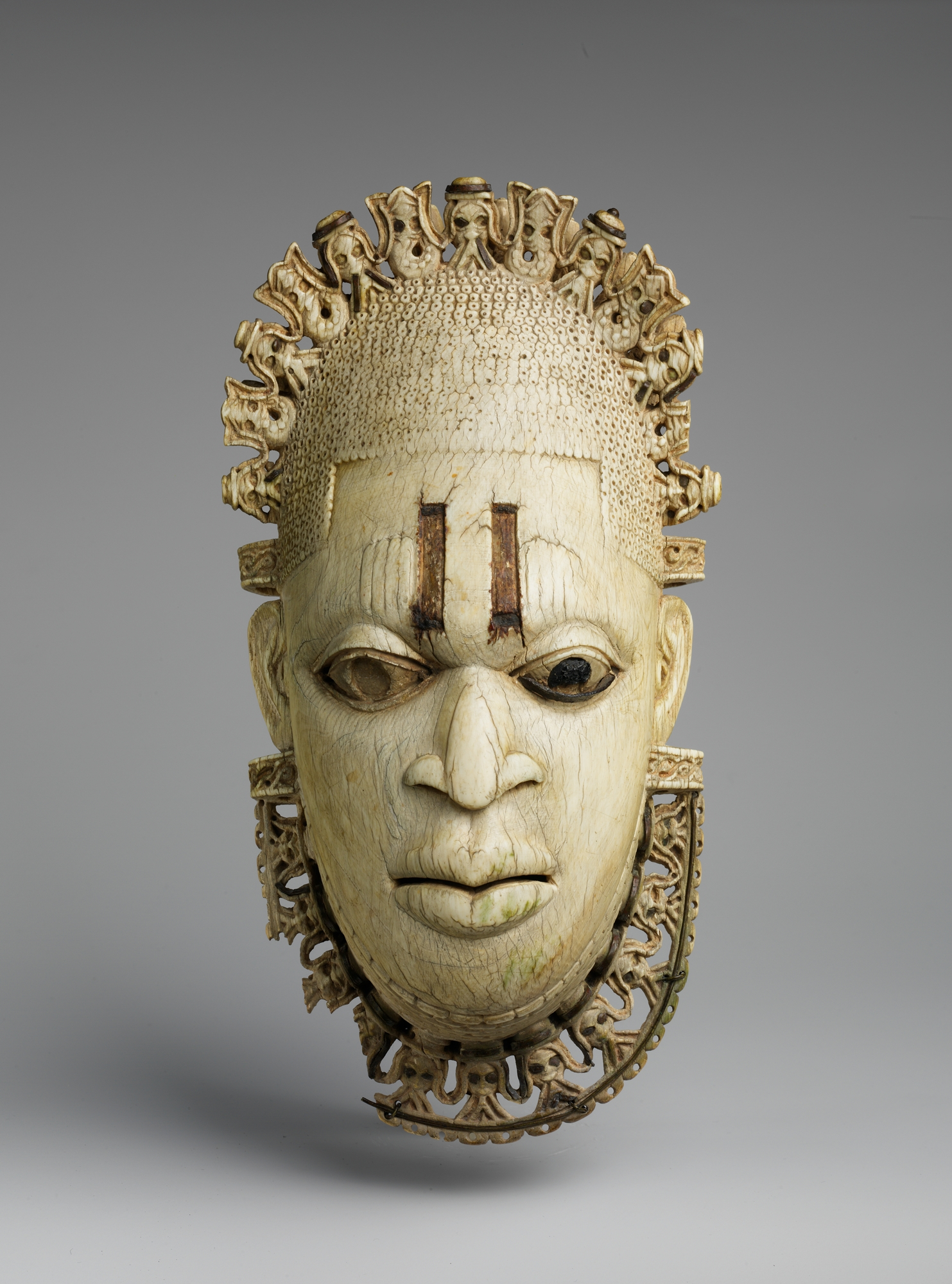
Elefántcsontból faragott maszk a 16. századból
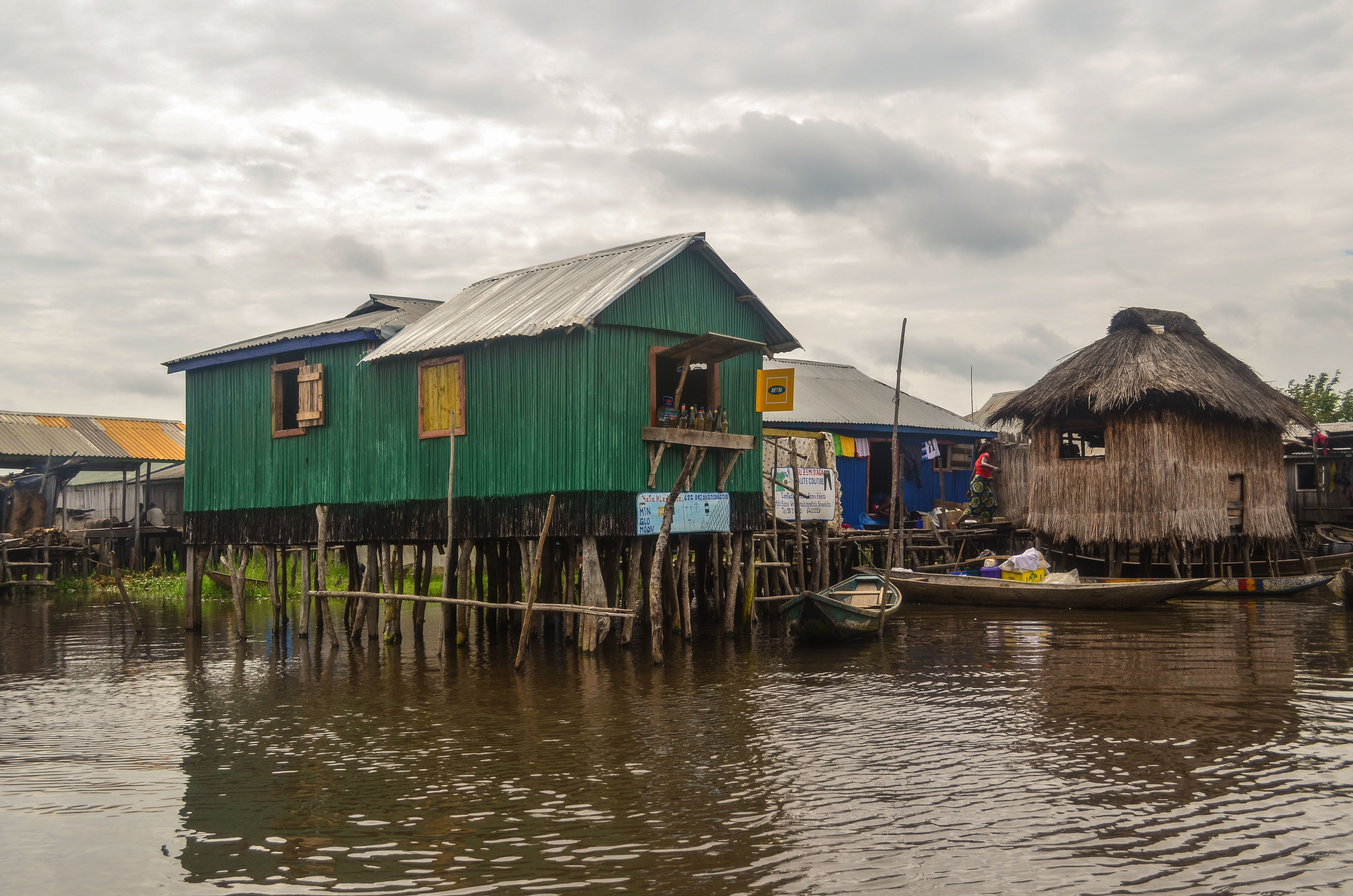
Cölöpházak, Ganvié
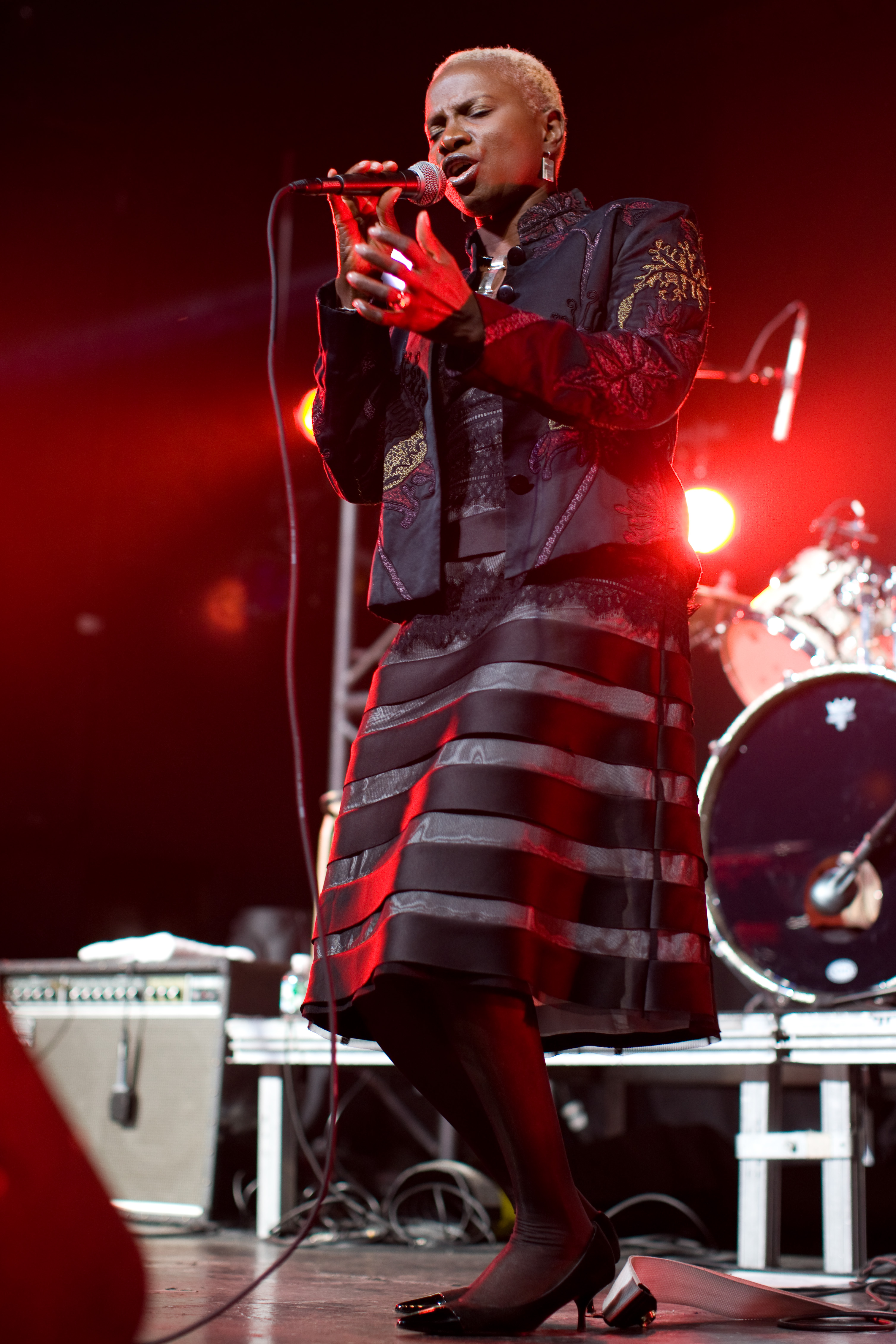
Angélique Kidjo, Grammy-díjas énekesnő

### Oltások
Javasolt oltások Beninbe utazó turistáknak:
- Hastífusz
- Hepatitis A (magas a fertőzésveszély)
- Hepatitis B (magas a fertőzésveszély)
- Járványos agyhártyagyulladás

Malária ellen gyógyszer van. (Nagy a kockázata a fertőzésnek).
Javasolt oltás bizonyos területekre utazóknak:
- Kolera
- Veszettség

Kötelező oltás:
- Sárgaláz

## Sportélete
Benin még nem nyert az olimpiai játékok során.
- Bővebben: Benin az olimpiai játékokon

A Benini labdarúgó-válogatott eddig még nem ért el kimagasló eredményeket.
- Bővebben: Benini labdarúgó-válogatott

## Ünnepek
- január 1.: újév
- január 10.: vudu-nap
- január 16.: mártírok napja
- február 28.: a felszabadulás napja
- május 1.: a munka ünnepe
- március/április: húsvét
- augusztus 1.: a függetlenség napja
- október 26.: a fegyveres erők napja
- szeptember: ramadán
- december 4.: a köztársaság napja
- december 31.:  az aratás napja